# Spencerkohomologi
Inom matematiken är Spencerkohomologi en kohomologiteori av en mångfald med koefficienter i kärven av lösningar av en linjär partiell differentialoperator {\displaystyle D}. Den introducerades 1969 av och är namngiven efter den amerikanske matematikern Donald C. Spencer. Spencerkohomologi generaliserar de Rham-kohomologi och Dolbert-kohomologi, vilka kohomologiteorier kan ses som Spencerkohomologi för specialfallen {\displaystyle D=d} (den yttre derivatan av en funktion eller differentialform) och {\displaystyle D={\bar {\partial }}} (Cauchy-Riemannoperatorn).